# Skiskydning under vinter-OL 2018 – sprint – Herrer
Sprint for herrer bliver afviklet over 10 km. Konkurrencen blev afholdt 11. februar 2018. 

## Konkurrencen
Hver deltager skyder to gange à 5 skud, en gang liggende og en gang stående. For hver forbier må deltageren ud på en strafferunde.
Resultatet af denne konkurrence bestemmer udgangspunktet for jagtstarten, der afvikles 12. februar 2018, hvor kun de 60 bedste i sprinten får lov at deltage. 

## Resultater
| Placering | Start# | Navn               | Nation   | Tid     | Strafferunder (L+S) | Tidsdiff. |
| --------- | ------ | ------------------ | -------- | ------- | ------------------- | --------- |
| 1.        | 22     | Arnd Peiffer       | Tyskland | 23:38,8 | 0+0                 | 0,0       |
| 2.        | 36     | Michal Krcmar      | Tjekkiet | 23:43,2 | 0+0                 | +4,4      |
| 3.        | 42     | Dominik Windisch   | Italien  | 23:46,5 | 0+1                 | +7,7      |
| 4.        | 5      | Julian Eberhard    | Østrig   | 23:47,2 | 0+1                 | +8,4      |
| 5.        | 30     | Erlend Bjøntegaard | Norge    | 23:56,2 | 0+2                 | +17,4     |
| 6.        | 6      | Benedikt Doll      | Tyskland | 23:56,4 | 0+1                 | +17,6     |
| 7.        | 24     | Simon Schempp      | Tyskland | 24:00,2 | 0+1                 | +21,4     |
| 8.        | 54     | Martin Fourcade    | Frankrig | 24:00,9 | 3+0                 | +22,1     |
| 9.        | 71     | Serafin Wiestner   | Schweiz  | 24:02,3 | 0+1                 | +23,5     |
| 10.       | 18     | Lukas Hofer        | Italien  | 27:09,8 | 1+1                 | +31,0     |

## Medaljeoversigt
| Event         | Guld                    | Sølv                     | Bronze                     |
| ------------- | ----------------------- | ------------------------ | -------------------------- |
| Sprint Herrer | Tyskland · Arnd Peiffer | Tjekkiet · Michal Krcmar | Italien · Dominik Windisch |